# Buckeye (Arizona)
Pour les articles homonymes, voir Buckeye.
Buckeye est une ville située dans le comté de Maricopa, dans l'État de l'Arizona, aux États-Unis. Elle fait partie de la banlieue de Phoenix.

## Démographie
En 2010, la population était de 50 876 habitants pour une densité de 135 hab/km2.
| 1910 | 1920 | 1930  | 1940  | 1950  | 1960  |
| ---- | ---- | ----- | ----- | ----- | ----- |
| 684  | 726  | 1 077 | 1 305 | 1 932 | 2 286 |

| 1970  | 1980  | 1990  | 2000  | 2010   | - |
| ----- | ----- | ----- | ----- | ------ | - |
| 2 599 | 3 434 | 5 038 | 6 537 | 50 876 | - |